# Lipotriches crocodilensis
Lipotriches crocodilensis là một loài Hymenoptera trong họ Halictidae. Loài này được Pauly mô tả khoa học năm 1990.